# Zes kaki's
Zes kaki's (六柿图; pinyin: Liù shì tú) is een 13e-eeuws Chinees schilderij van Muqi Fachang (1210?-1269?), een chàn-monnik die naam heeft gemaakt met zijn spontane schilderstijl. Het werk toont zes kaki's in blauwe en zwarte gewassen inkt op een egale ondergrond.

## Beschrijving
Zes kaki's vertoont een subtiele penseelvoering, maar heeft desondanks een spontaan karakter. De uiterst linkse kaki is zodanig opgebouwd uit dikke en dunne penseelstreken, dat hij lijkt te zweven naast de donkere kaki's. De zwaar aangezette stelen en bladeren van de vruchten roepen het beeld op van gekalligrafeerde karakters, wat een bewijs vormt voor Muqi's grote vaardigheid met de penseel. De sinoloog Arthur Waley beschreef het werk als volgt:

[Zes kaki's is] passie ... bevroren in een kolossale rust.
— Arthur Waley